# 1467 w polityce

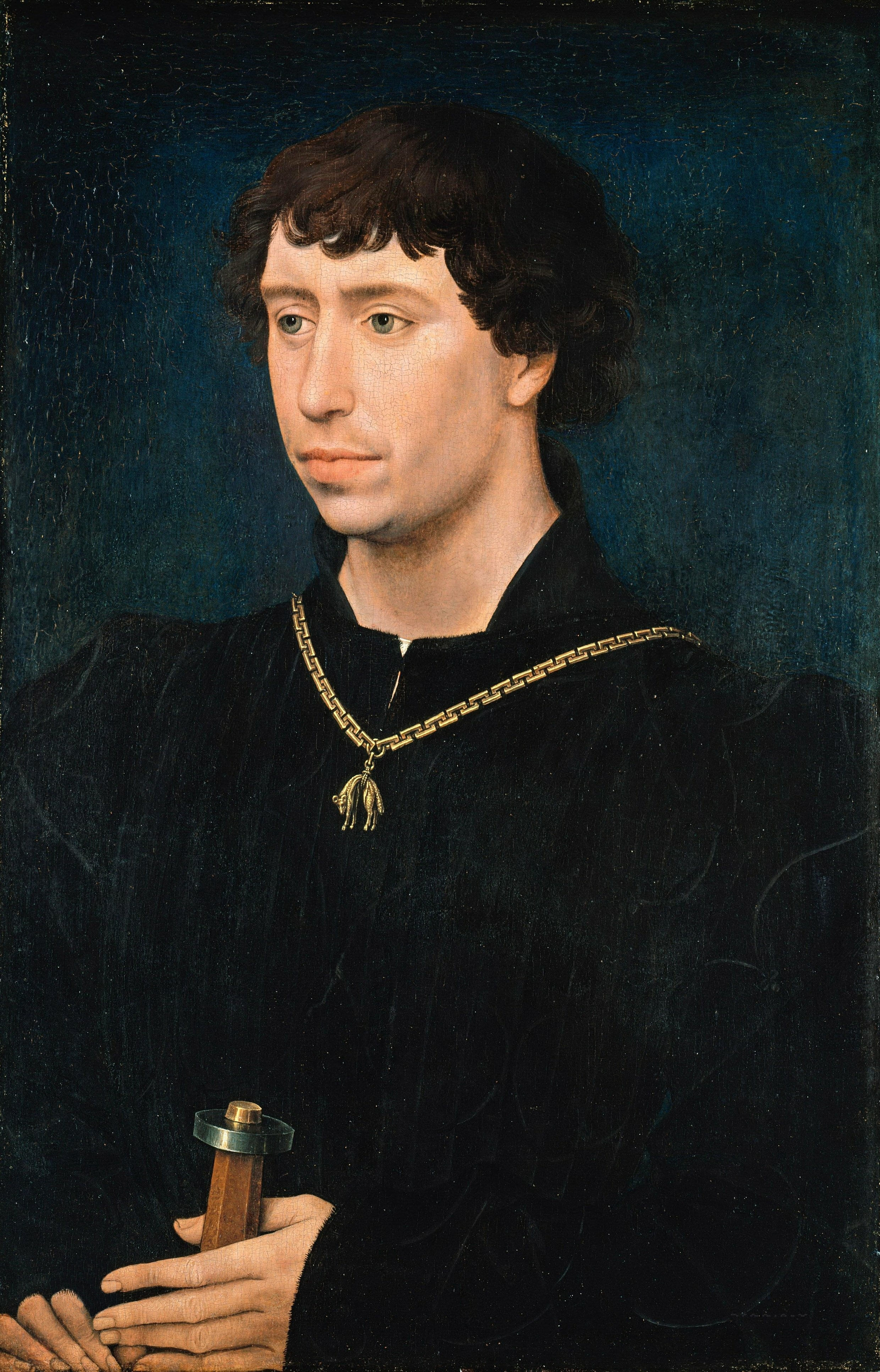
Karol Śmiały, syn i następca Filipa III Dobrego

Wydarzenia polityczne w 1467 roku.

## Wydarzenia
- Karol Śmiały[1], syn Filipa III Dobrego, zostaje księciem Burgundii.

## Urodzili się
- 11 sierpnia Maria York, córka Edwarda IV Yorka[2] i Elizabeth Woodville (zm. 1482).

## Zmarli
- 15 czerwca Filip III Dobry, książę Burgundii[3][4].
- 3 września Eleonora Portugalska, cesarzowa rzymska, żona Fryderyka III Habsburga i matka Maksymiliana I Habsburga[5].